# ديتمير بوشاتي
ديتمير بوشاتي (بالألبانية: Ditmir Bushati‏) (و. 1977  م) هو سياسي، ودبلوماسي ألباني، ولد في شقودرة، هو عضوٌ الحزب الإشتراكي (ألبانيا).

## مناصب
تولى منصب عضو برلمان ألبانيا.

## التعليم
تعلم في جامعة لايدن.